# Charnela vertebral
La charnela vertebral lo constituyen el punto de inflexión entre la alternancia de cifosis y la lordosis en la columna vertebral y cráneo.

## Charnela craneocervical
Es la zona de transición entre la cifosis del cráneo y la lordosis cervical.

## Charnela cervicotorácica
Es la zona de transición entre lordosis cervical y cifosis torácica.

## Charnela dorsolumbar
Anatomía: Es la zona de transición entre cifosis torácica y lordosis lumbar y se compone de las dos últimas vértebras torácicasy las dos primeras vértebras lumbares. D12 sería la vértebra transicional, aunque también podría ser D11 en algunos individuos. Ésta separa el segmento cervicodorsal del segmento lumbosacro. De alguna forma D12 es como una vértebra charnela a través de la cual se producen los cambios de posición en inflexión lateral, en flexión y en extensión de dos segmentos vertebrales.
La charnela dorsolumbar tiene ciertas características particulares en la biomecánica. 
Con respecto a la rotación, la del raquis lumbar es dos veces menor que la del raquis dorsal.
Esto es debido a las articulaciones interapofisarias que se encuentran orientadas en plano frontal en el raquis dorsal y en cambio, en el plano sagital en el raquis lumbar. Esto permite una movilización libre, sobre todo en rotación en raquis dorsal, mientras que el movimiento de rotación es casi nulo en el lumbar (excepto cuando se encuentra en ligera flexión. Si se encuentra en extensión este movimiento es imposible).
En lo que a patología  se refiere, la charnela dorso-lumbar puede, con frecuencia, sufrir fracturas o aplastamiento en caso de traumatismo. Sin embargo, hay que remarcar que esta zona, que está sometida a esfuerzos considerables, presenta pocas lesiones degenerativas, cosa que no sucede en la charnela lumbosacra.

## Charnela lumbosacra
Es la zona de transición entre la lordosis de la columna lumbar y la cifosis del hueso sacro.
La charnela lumbosacra es un punto débil de la columna vertebral, ya que se puede constatar que el cuerpo de la quinta vértebra lumbar (L5) tiende a deslizarse hacia abajo y hacia adelante, pero impiden este desplazamiento las articulares posteriores inferiores de la quinta vértebra lumbar, que son frenadas en dirección posterior anterior por las articulares superiores del sacro.
Un punto clave de la charnela lumbosacra, por donde se transmiten las fuerzas, es el istmo vertebral. Es la zona del arco posterior situada entre las apófisis articulares superiores e inferiores. Cuando este istmo se destruye debido a ser un punto de encuentro de diversas fuerzas se produce una espondilolisis.

### Espondilolistesis
Es una afección en la cual una vértebra se desplaza o sale de su posición con respecto a la vértebra inferior. Se produce cuando el istmo vertebral se rompe o se destruye (espondilolisis). Como el arco posterior ya no queda retenido tras las apófisis articulares superiores del sacro, el cuerpo vertebral de L5 se desliza hacia abajo y hacia delante, provocando la espondilolistesis. Hay ciertos elementos que retienen la quinta vértebra lumbar sobre el sacro, una vez ya se ha producido el desplazamiento inicial, impidiendo que se siga deslizando. Estos son, por una parte, el disco intervertebral lumbosacro, cuyas fibras oblicuas están tensas; y, por otra parte, los músculos de las correderas vertebrales, que se contracturan para mantener esa posición, y originan el dolor típico de la espondilolistesis.
Las causas más frecuentes son anomalía congénita, artritis o desgaste anormal del cartílago y traumatismo agudo.